# Erycius Puteanus

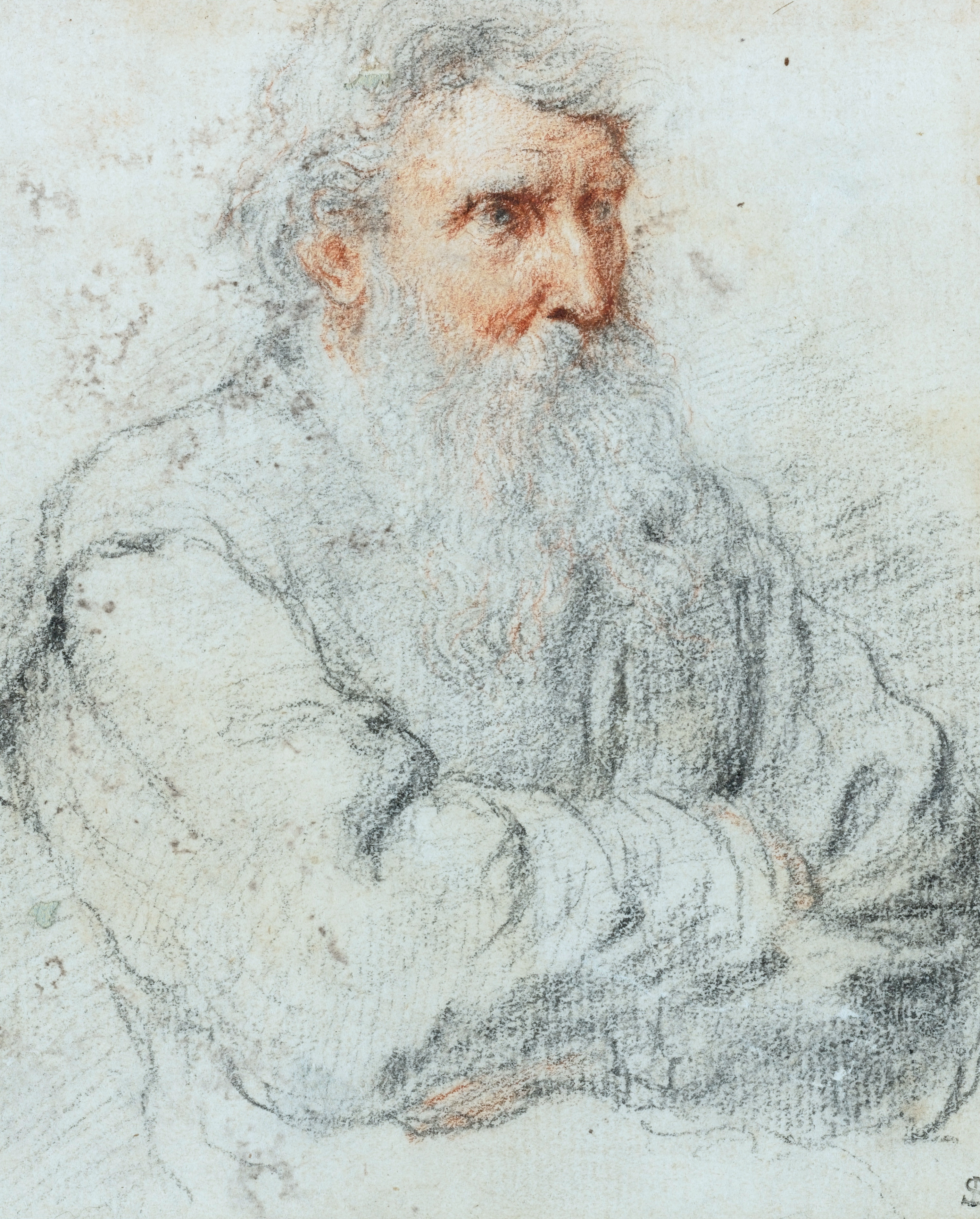
Erycius Puteanus (ca. 1638/39)

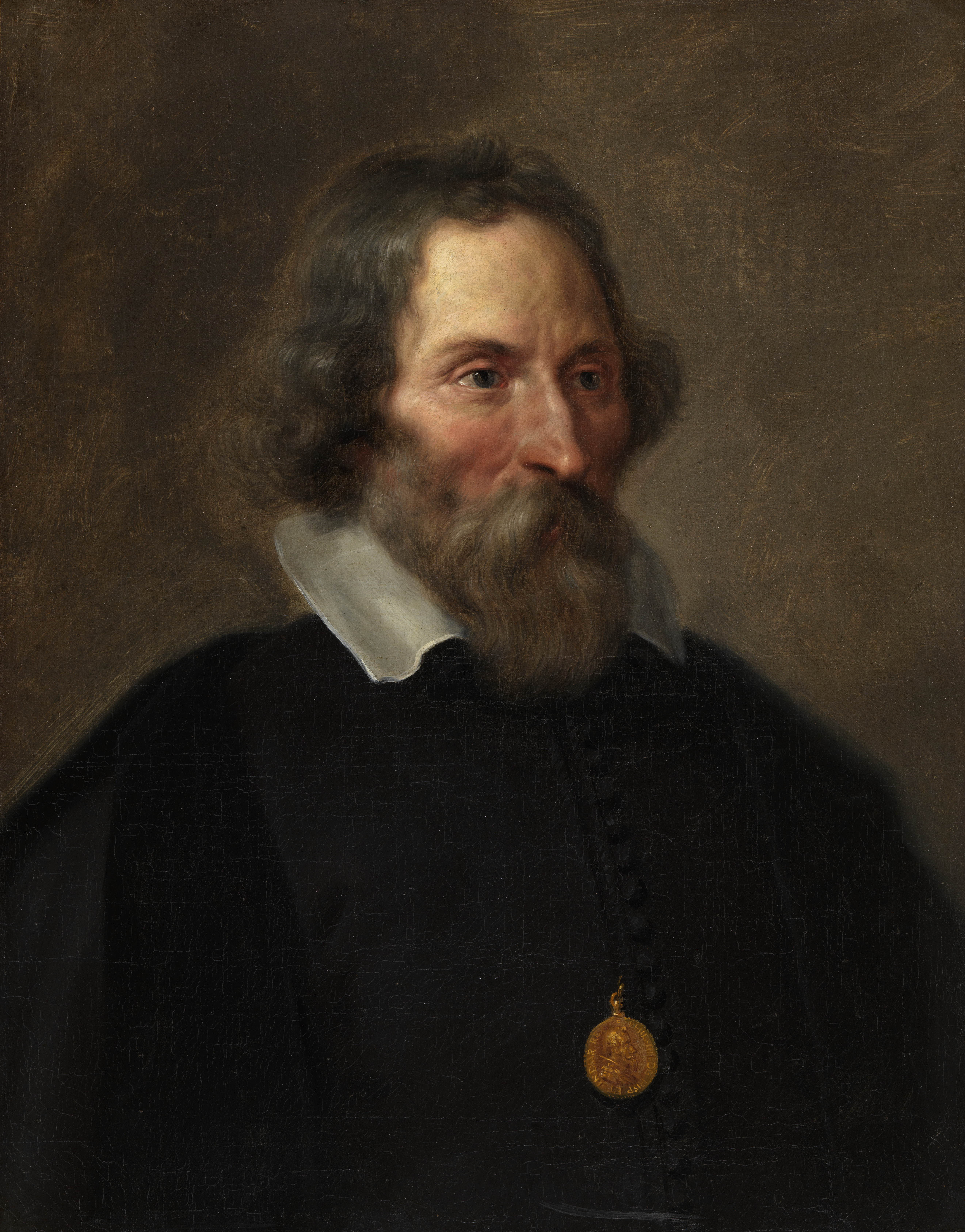
Portret door Thomas Willeboirts Bosschaert (ca. 1650)

Erycius Puteanus (Venlo, 4 november 1574 – Leuven, 17 september 1646) was een humanist, geboren te Venlo. Hij verlatijnste zijn naam, zijn oorspronkelijke naam was Eric de Put.

## Leven
Na een schooltijd in Dordrecht en het Driekoningencollege in Keulen, waar hij welsprekendheid en wijsbegeerte studeerde, ging hij studeren aan de Universiteit van Leuven. Daarnaast ging hij ook naar het Collegium Trilingue en werd daar een leerling van Justus Lipsius, bij wie hij colleges oude geschiedenis liep. Hij studeerde in 1595 af in de rechten en ging daarna naar Padua en Milaan, waar hij in 1599 tot professor in de welsprekendheid werd benoemd. In 1601 benoemde koning Filips III van Spanje hem tot diens officieel geschiedschrijver. In 1604 huwde Puteanus in Milaan met Marie-Madeleine Della'Torre. In Milaan bouwde hij samen met Federico Borromeo de Bibliotheca Ambrosiana uit. Kort voor zijn vertrek uit Milaan werd hij daar doctor in de rechten.
In 1606 volgde hij de overleden Lipsius op als hoogleraar aan het Collegium Trilingue. Van 1606 tot aan zijn dood in 1646 gaf hij er les en schreef zowel in het Latijn als Nederlands. Hij verbleef met zijn vrouw en 14 kinderen op het slot van de Keizersberg in Leuven. In de kelder van het slot hield hij wijnen en bieren, waarop hij geen taksen betaalde aan de stad Leuven In deze periode van Contrareformatie wenste hij van zijn slotkapel een bijkapel te maken van Onze-Lieve-Vrouw van Scherpenheuvel, waarnaar vele bedevaarten gingen in de Zuidelijke Nederlanden. Deze plannen gingen evenwel niet door. Wel nodigde hij zijn studenten uit op het kasteel voor voordrachten en (Latijnse) gedichten. Hierbij hielpen zijn kinderen mee met zang en muziek.
Hij werd door aartshertog Albrecht tot ereraadsman aangesteld en ontving daar een pensioen voor. Ook werd hij lid van de Raad van State der Nederlanden. Hij hield contact met zijn geboortestad Venlo en vertegenwoordigde deze in diplomatieke missies.
Hij liet ook sporen na in de muziekwereld. Zijn traktaat uit 1599 Modulata Pallas, sive septem discrimina vocum ad harmonicae lectionis novum et compendarium usum aptata et contexta philologo quodam filo werd direct daarna nog viermaal uitgegeven in verkorte vorm (1600, 1602, 1602 en 1603). Andere te noemen werken zijn Musathena sive notarum heptas (1602) en Pleias musica. Van hem is ook de aanduiding "bi" in de reeks –ut-re-mi-fa-sol-la-.

## Genoemd naar Erycius Puteanus
- Puteanusstraat
- Puteanus College Venlo

## Publicaties
Puteanus schreef vele werken in het Latijn en het Nederlands, waaronder: 
- Olympiades, sola manv, vt vere annis mvndi respondent, compvtatæ, Leuven, 1626.[6] (Kort wetenschappelijk traktaat. De Vlaamse overheid erkende het werk met annotaties van Puteanus zelf als topstuk.)
- De Obsidione Lovaniensi, J. Cnobbaert, Antwerpen 1636 (onder meer over de inneming en plundering van Tienen door de geallieerde Franse en Hollandse legers in juni 1635)
- Sedigh leven, 1636 (onder pseudoniem Honorius van den Born)
- Sedigh leven, daghelycks broodt, 1638 (ook onder het pseudoniem Honorius van den Born)
- Sedigh leven, daghelycks broodt, met korte jaer-langhe dicht-stichtighe spreuck-beelden, tot deughden voedsel uytghedeylt, door Honorius vanden Born (Leuven, 1639).[7]

Een ander waardevol werk van Puteanus is zijn Bibliotheca (1622). Rond 1614 verhuist hij naar het kasteel van Keizersberg, waarbij hij een overzicht maakte van alle werken die hij op dat moment in zijn bezit had. Dat zijn vooral Latijnse teksten en enkele Nederlandse vertalingen. Ze werden thematisch opgelijst, beginnend bij taalkundige en filosofische werken, daarna oratorische documenten, brieven, titels die uit de collectie moeten verwijderd worden en toekomstige projecten. De Bibliotheca wordt bewaard door KU Leuven Bibliotheken Bijzondere Collecties en is volledig digitaal beschikbaar. Het werk werd door de Vlaamse overheid erkend als topstuk.